# 霍爾斯維爾 (北卡羅萊納州)
霍爾斯維爾（英語：Hallsville）是位於美國北卡羅萊納州杜普林縣的非建制地區。

## 歷史
霍爾斯維爾的郵局於1824年設立，其後於1931年停運。

## 地理
霍爾斯維爾所處的海拔為高於海平面12米（即39英呎），而該地所採用的時區為UTC-5，即北美东部时区（EST）。同時該地設有夏令時間，為UTC-5調快一小時，即UTC-4（EDT）。